# Grias neuberthii
Grias neuberthii là một loài thực vật có hoa trong họ Lecythidaceae. Loài này được J.F.Macbr. mô tả khoa học đầu tiên năm 1931.